# Hannah Ware
Pour les articles homonymes, voir Ware.
Hannah Ware, née le 8 décembre 1982 à Hammersmith, Londres en Angleterre, est une actrice et mannequin anglaise.
Elle est principalement connue grâce à ses rôles dans les séries télévisées Boss et Betrayal.

## Biographie

### Jeunesse et études
Son père est le journaliste anglais John Ware (en). Elle a pour sœur la chanteuse Jessie Ware . Elle suit les cours de l'Alleyn's School (en) de Dulwich puis part aux États-Unis étudier à la Lee Strasberg Theatre and Film Institute à New York.

### Carrière
Elle débute au cinéma par de la figuration dans plusieurs films d'action (Top Cops, Shame et Old Boy) tout en obtenant en parallèle l'un des rôles principaux de la série télévisée Boss puis de la série Betrayal qui la rendent populaire.
En 2018, elle joue dans la série télévisée The First aux côtés de Sean Penn et Natascha McElhone et dans le film d'espionnage L'Ange du Mossad (The Angel) d'Ariel Wromen.
En 2021, elle obtient le rôle principal de Rebecca Webb dans la série télévisée The One aux côtés de Zoë Tapper et Dimitri Leonidas.

## Filmographie

### Comme actrice

#### Au cinéma
- 2010 : Top Cops (Cop Out) de Kevin Smith
- 2011 : Shame de Steve McQueen
- 2013 : Old Boy (Oldboy) de Spike Lee
- 2015 : Agent 47 (Hitman: Agent 47) d'Aleksander Bach
- 2017 : Aftermath d'Elliott Lester : Tessa
- 2018 : L'Ange du Mossad (The Angel) d'Ariel Wromen : Diana Davis

#### À la télévision

##### Séries télévisées
- 2011 : Boss
- 2013 : Betrayal
- 2018 : The First
- 2021 : The One